# Olfato
O olfato é um dos cinco sentidos básicos e refere-se à capacidade de captar odores com o sistema olfativo.
No ser humano e em demais vertebrados, o órgão olfativo forma-se a partir de um espessamento epidérmico situado na região etmoidiana do crânio, a neurorrecepção somente será ativada após as moléculas das substâncias odoríferas serem dissolvidas no muco que recobre a membrana pituitária.

## Disfunções olfativas
As principais disfunções olfativas são:
- Anosmia (perda do olfato)
- Disosmia (distorção do olfato)
- Fantosmia (alucinação olfativa, onde o indivíduo percebe cheiros desagradáveis)
- Hiperosmia (aumento exagerado da sensibilidade do olfato)
- Hiposmia (redução da capacidade do olfato)
- Parosmia (perversão do olfato)
- Síndrome da referência olfativa (distúrbio psicológico que faz com que o paciente pense ter um forte odor corporal)

## O olfato e as emoções
A percepção é um processo que influi na trajetória de crescimento e reorganização do cérebro com vista a este se ir adaptando melhor ao ambiente e conseguir agir com mais eficiência inserido nele. E a parte mais antiga do cérebro, o rinencéfalo (cujo nome é composto por duas palavras significando «cheiro» e «cérebro»), que compreende as áreas olfativas e límbicas, parece ter-se desenvolvido inicialmente a partir de estruturas olfativas. O que indica que provavelmente a capacidade para experimentar e expressar emoções se terá desenvolvido a partir da habilidade para processar os odores. Só mais tarde na evolução darwiniana se parecem ter desenvolvido outras estruturas límbicas como o complexo amígdala-hipocampo.
Como no caso das emoções básicas, a resposta imediata aos odores transmite uma mensagem simples e binária: ou se gosta ou não se gosta; fazem-nos aproximar ou evitar. E verifica-se que, quando uma pessoa sofre um trauma que a faz perder o olfato, o impacto se torna por vezes devastador: as experiências de fazer amor ou mesmo passear numa manhã primaveril ficam extremamente diminuídas. E há casos em que se verifica que há uma diminuição de intensidade mesmo em todas as experiências emocionais.
As memórias que incluem lembrança de odores têm tendência para ser mais intensas e emocionalmente mais fortes. Um odor que tenha sido encontrado só uma vez na vida pode ficar associado a uma única experiência e então a sua memória pode ser evocada automaticamente quando voltamos a reencontrar esse odor. E a primeira associação feita com um odor parece interferir com a formação de associações subsequentes (existe uma interferência proactiva). É o caso da aversão a um tipo de comida. A aversão pode ter sido causada por um mal estar que ocorreu num determinado momento apenas por coincidência, nada tendo a ver com o odor em si; e, no entanto, será muito difícil que ela não volte sempre a aparecer no futuro associada a esse odor.